# Tootsie
Tootsie là một bộ phim hài kịch Mỹ sản xuất năm 1982 kể về câu chuyện của một diễn viên tài năng nhưng có tiếng là khó làm việc cùng. Anh tiếp nhận một vai mới như một người phụ nữ để có công ăn việc làm. Ngôi sao điện ảnh Dustin Hoffman, với một dàn diễn viên bao gồm Jessica Lange, Teri Garr, Dabney Coleman, Charles Durning, Geena Davis (trong vai diễn đầu tiên của cô), Bill Murray, Doris Belack và nhà sản xuất / đạo diễn Sydney Pollack. Tootsie được chuyển thể bởi Larry Gelbart, Barry Levinson (không ghi tên), Elaine May (không ghi tên) và Murray Schisgal từ những câu chuyện của Gelbart.
Năm 1998, Thư viện Quốc hội Hoa Kỳ đánh giá bộ phim "có ý nghĩa văn hóa" và chọn nó để bảo quản trong bảo tàng phim quốc gia. Ca khúc chủ đề cho bộ phim, "It Might Be You", được ca sĩ-nhạc sĩ Stephen Bishop thể hiện. Ca khúc này được Dave Grusin sáng tác, lời bài hát do Marilyn và Alan Bergman viết, là một hit Top 40 ở Mỹ, và cũng đạt vị trí số 1 trên bảng xếp hạng dành cho người lớn đương đại Mỹ.